# Piotr Styczyński
Piotr Styczyński (ur. 9 sierpnia 1963 w Lublinie) – polski żużlowiec.
Wychowanek Motoru Lublin. Rozpoczął swoją żużlową karierę w 1983, natomiast zakończył w 1996 roku.

## Kluby
- 1983–1986 – Motor Lublin
- 1987–1990 – Unia Tarnów
- 1991 – KSM Krosno
- 1992 – Victoria Rolnicki Machowa
- 1995 – Wanda Kraków
- 1996 – LKŻ Lublin

## Osiągnięcia
Największym osiągnięciem Piotra Styczyńskiego było zdobycie złotego medalu młodzieżowych drużynowych mistrzostw Polski w 1984 r. w Lublinie, wspólnie z Andrzejem Gąbką, Piotrem Mazurkiem, Januszem Łukasikiem oraz Andrzejem Kowalczykiem.
-wyniki w poszczególnych sezonach:
| rok  | liga | zespół  | M  | b  | KSM  | Sr/b  |
| ---- | ---- | ------- | -- | -- | ---- | ----- |
| 1983 | 1    | Lublin  | 6  | -  | 2.33 | 0.333 |
| 1983 | 2    | Lublin  | 12 | 6  | 2.89 | 0.851 |
| 1984 | 2    | Lublin  | 9  | 8  | 4.38 | 1.344 |
| 1985 | 2    | Lublin  | 7  | 8  | 6.67 | 2.000 |
| 1986 | 2    | Lublin  | 12 | 11 | 7.09 | 1.981 |
| 1987 | 1    | Tarnów  | 8  | 3  | 3.20 | 0.950 |
| 1988 | 1    | Tarnów  | 16 | 10 | 5.71 | 1.607 |
| 1989 | 1    | Tarnów  | 17 | 6  | 5.71 | 1.515 |
| 1990 | 2    | Tarnów  | 14 | 9  | 5.71 | 1.686 |
| 1991 | 2    | Krosno  | 21 | 15 | 6.00 | 1.656 |
| 1992 | 2    | Machowa | 18 | 5  | 5.49 | 1.434 |
| 1995 | 2    | Kraków  | 18 | 8  | 4.93 | 1.348 |
| 1996 | 2    | Lublin  | 21 | 13 | 4.51 | 1.276 |